# Odessos
Odessos – starożytne miasto, kolonia Miletu na zachodnim wybrzeżu Morza Czarnego. Założona w roku 560 p.n.e. Obecnie miasto nosi nazwę Warna. Za czasów rzymskich Odessos był jednym z głównym miast prowincji Mezja. 